# Локко, Свен Петрович
Свен Петрович Ло́кко (финн. Sven Lokka; 3 марта 1924, хутор Куклино — 15 ноября 2008, поселок Верхнетуломский) — самобытный художник, писатель, краевед, занимавшийся сохранением исторического наследия финнов и саамов, проживавших на Кольском полуострове.

## Биография
Родился в многодетной семье финнов-ингерманландцев Греты и Беньяма Локко на хуторе Куклино Нотозерского сельского совета (поселение исчезло со строительством Нижне-Туломской ГЭС по плану ГОЭЛРО). Имел 7 старших братьев и сестёр. После строительства Мурмашинской ГЭС в 1934 семья Локко переехала в с. Тулома. Отца, первого организатора колхоза в этих краях, обвинили в кулачестве и расстреляли в 1938 году. В 1940 году вместе с земляками-финнами был выслан из Мурманской области в Карелию.
С началом Великой Отечественной войны был привлечен к строительству оборонительных сооружений на подступах к Петрозаводску, затем эвакуирован в Архангельскую область, где работал лесорубом Тарзинского мехлесопункта Няндомского района. В 1942 году был призван в армию, но вместо фронта отправлен в лагеря Челябинской области. Работал на строительстве Челябинского металлургического комбината.
После войны в 1946—1955 годах работал в Кольском районе бригадиром — полеводом, печником, лесообъездчиком. С 1956 года — член КПСС.
В 1956—1962 годах заочно учился на основном курсе рисунка и живописи Московского народного университета имени Н. К. Крупской.
С 1962 года жил в поселке Верхнетуломский, работал на строительстве Верхне-Туломской ГЭС механиком, инженером техотдела «Туломагэсстроя». В 1965—1969 годах работал дежурным машинистом ГЭС. В 1969 году был избран председателем исполкома Верхнетуломского поселкового Совета народных депутатов. В 1976—1982 годах руководил первым охотхозяйством в Мурманской области.

## Творческая деятельность
С 1970 года печатается в журнале «Пуналиппу» (Карелия), где на финском языке были опубликованы повести «Люди Ледовитого» (1987), «Наедине с совестью» (1989), «Полярная ночь и свет» (1991), рассказы, а также участвует в областных выставках самодеятельного художественного творчества и народного искусства в Мурманске, кольских районных выставках самодеятельного творчества, персональных выставках в поселках Кольского района. В 1985 году состоялась персональная выставка в Мурманске, в 1985—1987 годах его работы выставлялись на международной выставке самодеятельных художников — рыбаков в Японии, Москве и Финляндии. Основные сюжеты его картин — пейзажи и сцены из жизни русских финнов на Кольской земле, северная природа и быт обычного труженика, крестьянина.

- В моей мастерской висит одна работа Локко, которая просто излучает искренность и доброту. Он, конечно, был самодеятельным художником, но его картины содержат философское начало, выражают его внутреннее понимание Севера. Со всей своей непосредственностью, я бы даже сказал, детской наивностью, Локко воспевал красоту Заполярья. Свен Петрович своим творчеством подарил нам ощущение кольского Севера.— Виталий Бубенцов, член Союза художников России
Основной литературный труд Свена Локко — роман-трилогия «Финны на Мурмане», основанный на документальном и автобиографическом материале. Первый том вышел на двух языках — финском и русском, вторые два — на финском.
В 1991—1993 годах издательство «Карелия» выпустило книги Свена Локко «Тепло Лапландии в сердце», «Свет и тьма» (обе на финском языке).
Как знаток народных ремесел, руководил бригадой, создававшей резную отделку рубленого здания областного управления природных ресурсов в Мурманске (пр. Кольский, 24А).

## Признание и награды
- 1977 год — лауреат Всероссийской выставки в рамках Первого Всесоюзного фестиваля самодеятельного художественного творчества трудящихся в Москве.
- 1983 год — дипломант Всесоюзной выставки самодеятельного творчества, посвященной 17 съезду профсоюзов СССР.
- 1985 год — дипломант Всероссийской выставки произведений самодеятельных художников и мастеров декоративно-прикладного искусства, посвященной 40-летию Победы советского народа в Великой Отечественной войне.
- В марте 1990 года принят в Союз писателей СССР.
- Почетный гражданином Кольского района Мурманской области.
- За добросовестный и многолетний труд награждён орденами «Ленина», «Октябрьской революции», медалями «За оборону Советского Заполярья», «50 лет Победы в ВОВ 1941—1945 г.г.», «Ветеран труда», «За доблестный труд в ознаменование 100 — летия со дня рождения В. И. Ленина», золотой медалью «Серп и молот», Почетным знаком «За заслуги перед Кольским районом».